# No. 12 Group RAF
Le No. 12 Group est un groupe de la Royal Air Force (RAF).
Formé en 1918 puis dissous en 1919, il est reformé en 1937 avant d'être définitivement dissous en 1963.
Il était notamment affecté pour la défense aérienne des Midlands et de l'Est-Anglie pendant la Seconde Guerre mondiale.